# Marcus Raichle
Marcus E. Raichle (Hoquiam, 15 de março de 1937) é um neurologista estadunidense da Washington University School of Medicine em St. Louis Missouri. Suas pesquisas durante mais de 40 anos focaram a natureza dos sinais da imagem cerebral funcional que surgem na tomografia por emissão de pósitrons e imagem por ressônancia magnética funcional e as aplicações desta técnica no estudo do cérebro humano na saúde e na doença. Recebeu o Prêmio Kavli de Neurociência de 2014, com Brenda Milner e John O'Keefe.

## Honrarias
- Membro: Academia Nacional de Ciências dos Estados Unidos, Academia Nacional de Medicina dos Estados Unidos, Academia de Artes e Ciências dos Estados Unidos
- Fellow: Associação Americana para o Avanço da Ciência

## Publicações selecionadas
- Zhang, D; Snyder AZ; Shimony JS; Fox MD; Raichle ME (2010). «Noninvasive functional and structural connectivity mapping of the human thalamocortical system». Cerebral Cortex. 20 (5): 1187–1194. PMC 2852505. PMID 19729393. doi:10.1093/cercor/bhp182
- Fair DA, Bathula D, Mills KL, Costa Dias TG, Blythe MS, Zhang D, Snyder AZ, Raichle ME, Stevens AA, Nigg JT, Nagel BJ (2010). «thalamocortical functional connectivity across development». Frontiers in Systems Neuroscience. 4: 1–10. PMC 2876871. PMID 20514143. doi:10.3389/fnsys.2010.00010
- He, BJ; Zempel JM; Snyder AZ; Raichle ME (2010). «The temporal structures and functional significance of scale-free brain activity». Neuron. 66 (3): 353–369. PMC 2878725. PMID 20471349. doi:10.1016/j.neuron.2010.04.020
- Raichle, ME (2010). «Two views of brain function». Trends in Cognitive Sciences. 14 (4): 180–190. PMID 20206576. doi:10.1016/j.tics.2010.01.008
- Raichle, ME (2010). «The brain's dark energy». Scientific American. 302 (3): 28–33. PMID 20184182
- Paul, BM; Snyder AZ; Haist F; Raichle ME; Bellugi U; Stiles J (2009). «Amygdala response to faces parallels social behavior in Williams syndrome». Social Cognitive and Affective Neuroscience. 4 (3): 278–285. PMC 2728637. PMID 19633063. doi:10.1093/scan/nsp023
- Zhang, D; Raichle ME (2010). «Disease and the brain's dark energy». Nature Reviews Neurology. 6 (1): 15–28. PMID 20057496. doi:10.1038/nrneurol.2009.198
- Sheline, YI; Raichle ME; Snyder AZ; Morris JC; Head D; Wang S. Mintun MA (2010). «Amyloid plaques disrupt resting state default mode network connectivity in cognitively normal elderly». J. Biological Psychiatry. 67 (6): 584–587. PMC 2829379. PMID 19833321. doi:10.1016/j.biopsych.2009.08.024
- Raichle, ME (2009). «A paradigm shift in functional brain imaging». Journal of Neuroscience. 29 (41): 12729–12734. PMID 19828783. doi:10.1523/JNEUROSCI.4366-09.2009
- White, BR; Snyder AZ; Cohen AL; Petersen SE; Raichle ME; Schlaggar BL; Culver JP (2009). «Resting-state functional connectivity in the human brain revealed with diffuse optical tomography». NeuroImage. 47 (1): 148–156. PMC 2699418. PMID 19344773. doi:10.1016/j.neuroimage.2009.03.058
- He, BJ; Raichle ME (2009). «The fMRI signal, slow cortical potentials and consciousness». Trends in Cognitive Sciences. 13 (7): 302–309. PMC 2855786. PMID 19535283. doi:10.1016/j.tics.2009.04.004